# ماراثنا
ماراثنا (به اسپانیایی: Maracena) یک دهستان در اسپانیا است که در استان گرانادا واقع شده‌است. ماراثنا ۵ کیلومتر مربع مساحت و ۱۸٬۸۱۹ نفر جمعیت دارد و ۶۶۰ متر بالاتر از سطح دریا واقع شده‌است.

## خواهرخوانده
شهرهای Zug, Western Sahara و Ilioupoli خواهرخوانده‌های ماراثنا هستند.